# Louis Charles de La Mothe-Houdancourt
Pour les articles homonymes, voir La Mothe et Houdancourt.
Louis Charles, marquis de La Mothe-Houdancourt (° 21 décembre 1687 † 3 novembre 1755), était un militaire français des XVIIe et XVIIIe siècles.

## Biographie
Fils aîné de Charles de La Mothe, marquis d'Houdancourt (vers 1643 † 1728), et de Marie Élisabeth de La Vergne de Monteynard, Louis-Charles, était le petit-neveu du maréchal-duc de Cardone, de l'archevêque d'Auch (Henri) et des évêques de Mende (Daniel) et Saint-Flour (Jérôme).
Mousquetaire du roi depuis 1702, c'est avec ce corps qu'il participa au siège de Tongres en 1703. Colonel d'un régiment d'infanterie de son nom, ci-devant Beuzeville, le 13 juillet 1705, il lève, la même année, un régiment de cavalerie par commission du 19 novembre.
Employé en Flandre jusqu'en 1712, il fait en 1713 la campagne des bords du Rhin, et est nommé brigadier des armées du roi le 1er février 1719. Il obtient, le 6 novembre 1723, le commandement du régiment d’Aumont cavalerie.
Il reçoit en 1722 le titre de grand d'Espagne de première classe.
En 1728, Louis Charles hérite de son père le domaine de Chevrières (Oise).
Gouverneur des ville et citadelle de Mézières (1er avril 1728), le marquis de la Mothe-Houdancourt fut attaché, pendant la guerre de Succession de Pologne (de 1733 à 1736), à l'armée d'Italie. Il gagna (le 20 février 1734) les grades de maréchal de camp. Gouverneur de Salins le 6 septembre 1738, il fut élevé au grade de lieutenant général des armées du roi le 18 octobre suivant.
Il servit en Allemagne dans les années 1741 et 1742, fit en Flandre la campagne de 1744, et sur les bords du Rhin celles de 1745 et 1746.
Il avait été fait chevalier d'honneur de la reine Marie Leczinska en 1743, chevalier des Ordres du roi en 1744, et obtint le 17 septembre 1747 le bâton de maréchal de France.
Il meurt, le 3 novembre 1755, à l'âge de soixante-sept ans.

## Vie familiale
Le marquis de la Mothe-Houdancourt épousa, le 14 juillet 1714 en la chapelle du château de Saint-Cloud, Eustelle-Thérèse de la Roche-Courbon, fille unique d'Eutrope-Alexandre (1643 † 1706), marquis de La Roche-Courbon, capitaine des vaisseaux du roi, colonel d'un régiment d'infanterie, et de Marie d'Angennes ( † 1711). Ensemble, ils eurent :
1. Louis-Geneviève (baptisé en l'église Saint-Sulpice le 5 décembre 1724 † de la petite vérole le 1er décembre 1736), qui eut pour parrain Louis de Crevant, duc d'Humières, et pour marraine la princesse de Rohan ;
2. Jeanne Gabrielle, grande d'Espagne de 1re classe, mariée, le 14 mars 1745, à Charles-Elisabeth, comte de Froulay ( † sans postérité le 11 juillet 1747, des blessures qu'il avait reçues, le 2 du même mois, à la bataille de Lawfeld), colonel du régiment Royal-Comtois (1754), maréchal de camp. Veuve, elle épousa, le 23 février 1751, avec Charles-Joachim Rouault, marquis de Gamaches, colonel aux grenadiers de France (1742), puis du régiment de Royal-Piémont Cavalerie (1753).

## Armoiries
| Figure | Blasonnement |
|        | Écartelé : aux 1 et 4, d'azur, à une tour d'argent (de La Mothe) ; aux 2 et 3, d'argent, à un lévrier rampant de gueules, colleté d'azur, bordé et bouclé d'or, accompagné de trois tourteaux de gueules et surmonté d'un lambel du même (du Bois d'Houdancourt). |

## Sources
- François-Alexandre Aubert de La Chesnaye des Bois, Dictionnaire de la noblesse : contenant les généalogies, l'histoire et la chronologie des familles nobles de France, vol. 10, chez la veuve Duchesne, 1775, 2e éd. (lire en ligne) ;
- Charles Gavard, Galeries historiques du Palais de Versailles, vol. 7, Imprimerie royale, 1842 (lire en ligne) ;
- Louis-Charles de La Mothe  sur roglo.eu ;